# Depanthus glaber
Depanthus glaber là một loài thực vật có hoa trong họ Tai voi. Loài này được (C.B.Clarke) S.Moore mô tả khoa học đầu tiên năm 1921.